# Dědictví aneb Kurvahošigutntag
Pour plus de détails, voir Fiche technique et Distribution.
Dědictví aneb Kurvahošigutntag est un film tchèque réalisé par Věra Chytilová, sorti en 1993. Il est en compétition au Festival international du film de Moscou 1993.

## Fiche technique
- Titre original : Dědictví aneb Kurvahošigutntag
- Réalisation : Věra Chytilová
- Scénario : Věra Chytilová et Bolek Polívka
- Pays d'origine : République tchèque
- Format : Couleurs - 35 mm
- Genre : comédie
- Durée : 120 minutes
- Date de sortie : 1993

## Distribution
- Bolek Polívka : Bohus
- Miroslav Donutil : le docteur Ulrich
- Anna Pantuckova : la tante
- Jozef Kroner : Kostál
- Dagmar Havlová : Vlasta
- Sárka Vojtková : Irena
- Pavel Zatloukal : Lojza
- Bretislav Rychlík : Francek
- Pavel Brichta : Jura
- Ján Sedal : Ranger
- Arnost Goldflam : Arnost
- Martin Dohnal : le travailleur du chemin de fer
- Jirí Pecha : l'ange / le docteur Strázný
- Leos Sucharípa : le docteur Siroký
- Milos Cernousek : serveur